# یاروسلاواس یاکشتو
یاروسلاواس یاکشتو (لیتوانیایی: Jaroslavas Jakšto؛ زادهٔ ۷ اوت ۱۹۸۰) بوکسور اهل لیتوانی است.